# Allard Blom
Allard Blom (Apeldoorn, 3 juli 1975) is een Nederlands musicalscriptschrijver en vertaler.
Hij promoveerde in 1999 aan de universiteit van Amsterdam in de theaterwetenschap.
In 1998 vertaalde hij Brel Blues; het was zijn eerste professionele vertaling.
Hij bewerkte vanaf 1998 een reeks musicals van Stephen Sondheim voor het Koninklijk Ballet van Vlaanderen onder leiding van Linda Lepomme, zoals Company (1999), Follies in concert (2000) en A Little Night Music (2001), deze laatste gebaseerd op Glimlach van een zomernacht van Ingmar Bergman met een hoofdrol voor Chris Lomme. De regie was telkens in handen van Caroline Frerichs. In 2004 bewerkte hij voor het Koninklijk Ballet nog eens Merrily We Roll Along, ditmaal in regie van Martin Michel.
In Vlaanderen werkte Blom meermaals samen met regisseurs Martin Michel en Frank Van Laecke.
In Nederland debuteerde bij Albert Verlinde voor V&V Entertainment met de musical Piaf met Liesbeth List in de hoofdrol.
Blom bewerkt vooral musicals maar vertaalde of bewerkte ook enkele toneelstukken, waaronder Verre Vrienden, Op Blote Voeten in het Park en Blauw/Oranje.
In 2024 schreef Blom het scenario van de bioscoopfilm Rokjesnacht.

## Selectie van musicals
- 1999: Company in regie van Caroline Frerichs
- 1999: Piaf in regie van Andy Daal
- 2000: Follies in concert in regie van Caroline Frerichs
- 2001: A Little Night Music in regie van Caroline Frerichs
- 2005: Dracula, de musical in regie van Frank Van Laecke
- 2006: Wat Zien Ik?! in regie van Paul van Ewijk
- 2006: Narnia in regie van Rogier van de Weerd
- 2007: HONK! in regie van Paul van Ewijk
- 2007: De Jantjes (musicalbewerking) in regie van Dick Hauser
- 2008: Fame in regie van Martin Michel
- 2008: Kruistocht in spijkerbroek in regie van Rogier van de Weerd
- 2008: Op hoop van zegen in regie van Paul van Ewijk
- 2008: The Last Five Years in regie van Frank Hoelen
- 2008: Daens in regie van Frank Van Laecke
- 2008: Piaf in regie van Eddy Habbema
- 2009: The Full Monty in regie van Paul van Ewijk
- 2009: Footloose in regie van Martin Michel
- 2010: Ganesha in regie van Martin Michel
- 2010: Tanz der Vampire in regie van Cornelius Baltus
- 2010: Notre-Dame de Paris in regie van Geert Allaert
- 2010: Legally Blonde in regie van Martin Michel
- 2011: Lelies in regie van Martin Michel
- 2012: Avenue Q (werd afgelast)
- 2012: Domino in regie van Frank Van Laecke
- 2012: Ben X in regie van Frank Van Laecke
- 2012: Shrek in regie van Eddy Habbema
- 2012: Dik Trom in regie van Dick van den Heuvel
- 2013: Josephine B. in regie van Martin Michel
- 2013: De sprookjesmusical Klaas Vaak in regie van Hetty Feteris
- 2014: '14-'18 in regie van Frank Van Laecke
- 2014: The Rozettes in regie van Paul van Ewijk
- 2016: De Rozenoorlog in regie van Frank Van Laecke
- 2017: Goodbye, Norma Jeane in regie van Martin Michel
- 2024: A xXxmas Carola in regie van Paul van Ewijk

## Erkenning
Allard Blom won in 2006 een Vlaamse Musicalprijs voor zijn musicalbewerking van Dracula, de musical. Hij was ook in 2007 genomineerd, voor HONK!, in 2008 voor The Last Five Years en in 2009 samen met Frank Van Laecke voor Daens maar wist het initieel succes niet meer te evenaren op de prijsuitreiking voor de Beste Inhoudelijke Prestatie. In 2010 kreeg hij wel een tweede Vlaamse Musicalprijs, ditmaal voor zijn bewerking van Ganesha.
Hij was mee verantwoordelijk voor de Vlaamse Musicalprijs en de Radio 2-publieksprijs die Daens als productie won in 2009 en de Beste Musicalprijs voor Ganesha in 2010 en Lelies in 2012. Ook de Radio 2-publieksprijs van 2012 voor Domino mocht hij mee in ontvangst nemen.
In 2009 werd Blom laureaat van een John Kraaijkamp Musical Award voor Beste Liedteksten voor de musical Op hoop van zegen. Hij ontving daarnaast drie nominaties voor een John Kraaijkamp Musical Award. In 2002 voor Beste vertaling voor zijn bewerking van A Little Night Music, in 2007 samen met Frans Mulder voor de Beste Inhoudelijke Prestatie voor het script van Wat Zien Ik?! en in 2010 voor de vertaling en bewerking van The Full Monty.
Allard Blom won eveneens in 2006 de Nederlandse muziekprijs Originele Rembrandt voor het album van de musical Wat Zien Ik?!.
Dik Trom ontving in 2013 als beste jeugdvoorstelling een Zapp Theaterprijs en als beste jeugdmusical een Musical World Award.
- Nederlandse Thesaurus van Auteursnamen: 300602707
- Virtual International Authority File: 281858390
- WorldCat: E39PBJqVVCtckPHRMGvHCxgFrq